# 李家镐
李家镐（1924年3月1日—1998年5月29日），男，浙江嘉善人，中华人民共和国管理教育家、政治人物，曾任上海市人大常委会副主任，中欧国际工商学院首任院长。